# Kamerunský národní kongres
Kamerunský národní kongres (anglicky Kamerun National Congress, KNC) byla politická strana v Jižním Kamerunu. Strana vznikla v roce 1952 sloučením dvou prounifikačních stran, Kamerunského sjednoceného národního kongresu a Kamerunské národní federace.

## Historie
Mezi přední představitele strany patřili E. M. L. Endeley, Salomon Tandeng Muna, John Ngu Foncha a Sampson George. Nicméně Eneley vedl stranu pronigerijským směrem. Foncha založil novou stranu Kamerunská národní demokratická strana (KNDP), která vznikla odtržením od KNC v roce 1955. Další skupina, která se odtrhla od KNC, vytvořila Kamerunskou lidovou stranu (KPP).
V parlamentních volbách v roce 1957 KNC získala 45 % hlasů, které jí zajistily 6 ze 13 křesel v Poslanecké sněmovně. V parlamentních volbách v roce 1959 KNC spolupracovala s KPP. Aliance získala 37 % hlasů a obsadila 12 z 26 křesel ve sněmovně. Z nich osm mandátů připadlo KNC. Tyto volby však vyhrála KNDP.
V roce 1960 se KNC a KPP spojily a vytvořily Kamerunskou lidovou národní úmluvu.